# Numancia (1863)
Numancia var Spaniens andet panserskib, og indgik i den spanske marines plan om at genskabe landet som maritim stormagt, efter at opfindelsen af panserskibet i 1859 i princippet havde gjort alle upansrede skibe forældede. Skibet blev bygget i Frankrig og var et stort moderne panserskib, konstrueret af jern. Til gengæld var prisen 8,3 mio. pesetas – en formue i de dage. Skibet var opkaldt efter den iberisk-keltiske by, som romerne kaldte Numantia, og som i 20 år modstod romernes angreb. Først efter at en stor hær i over et år havde belejret byen, blev den til sidst ødelagt af indbyggerne selv i 133 f.Kr. for ikke at falde i romerske hænder.

## Tjeneste
Numancia blev, da den som nybygget ankom til Cartagena straks gjort klar til at tage del i den konflikt, der tidligere i 1864 var brudt ud mellem Spanien og Peru, der hurtigt fik følgeskab af Chile, Ecuador og Bolivia. Numancia forlod Cadiz i februar 1865, og dens første indsats i krigen bestod i at tage del i bombardementet af Valparaiso i marts 1866. Efter et mislykket angreb på Callao i Peru, der gav store skader på eskadrens upansrede skibe, forlod spanierne Sydamerika og sejlede hjem via Philippinerne. På den måde blev Numancia det første panserskib, der gennemførte en jordomsejling.
Skibet blev blandet ind i borgerkrigen i 1873, da separatistiske oprørere erobrede flådebasen i Cartagena og dermed de fleste spanske panserskibe. Oprørerne havde hårdt brug for penge og forsyninger, og det betød, at de sendte skibene til nærliggende havnebyer for at opkræve beskyttelsespenge eller i modsat fald beskyde byerne. Det fik den spanske regering til at erklære skibene for piratskibe, og anmode om hjælp fra andre lande til at opbringe skibe, der førte separatisternes røde flag. Det britiske panserskib HMS Swiftsure og det tyske Friedrich Carl erobrede oprørernes panserskib Vitoria og leverede det tilbage til den spanske regering, og på den måde kom der mere balance i styrkeforholdet.
Den 11. oktober 1873 sejlede Vitoria som det eneste panserskib i en spansk eskadre mod Cartagena. Oprørerne stod også til søs, med panserskibene Numancia, Tetuán og Mendez Nunez. De to eskadrer førte under slaget begge det spanske flag, og Lybeck bemærker, at det må høre til sjældenhederne, at man oplever skibe under samme flag bekæmpe hinanden med så stor iver. Vitoria klarede sig bedst i artilleriduellerne, og ét efter ét søgte oprørernes panserskibe tilbage til Cartagena. På landjorden havde de styrker, der støttede den kommende kong Alfons 12. fået overtaget, og da de var tæt på at erobre Cartagena i januar 1874, sejlede oprørslederen Contreras med Numancia til den franske koloni Algier. Der fik han lov at blive, mens skibet blev leveret tilbage til den spanske regering.
I 1896 blev Numancia sendt til ombygning i Toulon, hvor skibet fik moderne hurtigtskydende kanoner og nyt maskineri. Under den spansk-amerikanske krig i 1898 var det en del af den spanske skoledivision. Fra 1910 til 1912 lå det gamle skib opankret i Tanger, hvorefter det endelig udgik af flåden. I 1916 var det på vej til ophugning i Bilbao, da det forliste ud for Portugals kyst og blev slået til vrag.